# Lipețchi, Bârzula
Lipețchi (în ucraineană Липецьке, transliterat: Lîpețke) este un sat în comuna Bârzula din raionul Bârzula, regiunea Odesa, Ucraina.
Potrivit „Hărții fizice a României, cu denumirile românești ale satelor și orașelor limitrofe” din 2001, numele vechi al satului ar fi Tei.

## Istoric
Satul a fost fondat de către țăranii moldoveni probabil prin secolul al XVIII-lea, după ce au părăsit Moldova de teama jugului turcesc.
Către anul 1859 în satul Lipețchi din ținutul Ananiev, gubernia Herson locuiau de 2.542 persoane (1.288 de bărbați și 1.254 de femei), existau 428 de gospodării și o biserică ortodoxă.
În 1886 în satul din fosta parohie Handrabura, locuiau de 3.039 de persoane, erau 589 de gospodării, exista vechea biserică ortodoxă și o școală.
La recensământul din 1897 numărul de locuitori a crescut la 5.446 de persoane (2.740 de bărbați și 2.706 de femei), dintre care 5.188 de credință ortodoxă.

## Demografie
Componența lingvistică a localității Lipețchi
     Română (90,08%)
     Rusă (5,45%)
     Ucraineană (4,14%)
     Alte limbi (0,13%)
Conform recensământului din 2001, majoritatea populației localității Lipețchi era vorbitoare de română (90,08%), existând în minoritate și vorbitori de rusă (5,45%) și ucraineană (4,14%).

## Personalități
- Inochentie Levizor (1875–1917), călugăr ortodox țarist, fondatorul mișcării religioase cunoscute sub numele de Inochentism.
- Kiril Iliașenko (1915–1980), activist de partid și om politic sovietic moldovean, care a îndeplinit funcția de președinte al Prezidiului Sovietului Suprem din RSS Moldovenească (1963–1980).

## Vezi și
- Românii de la est de Nistru